# Mecosaspis pyritosa
Mecosaspis pyritosa là một loài bọ cánh cứng trong họ Cerambycidae.